# گائتان لورا
گائتان لورا (انگلیسی: Gaëtan Laura؛ زادهٔ ۶ اوت ۱۹۹۵) بازیکن فوتبال است.